# Davidson Black

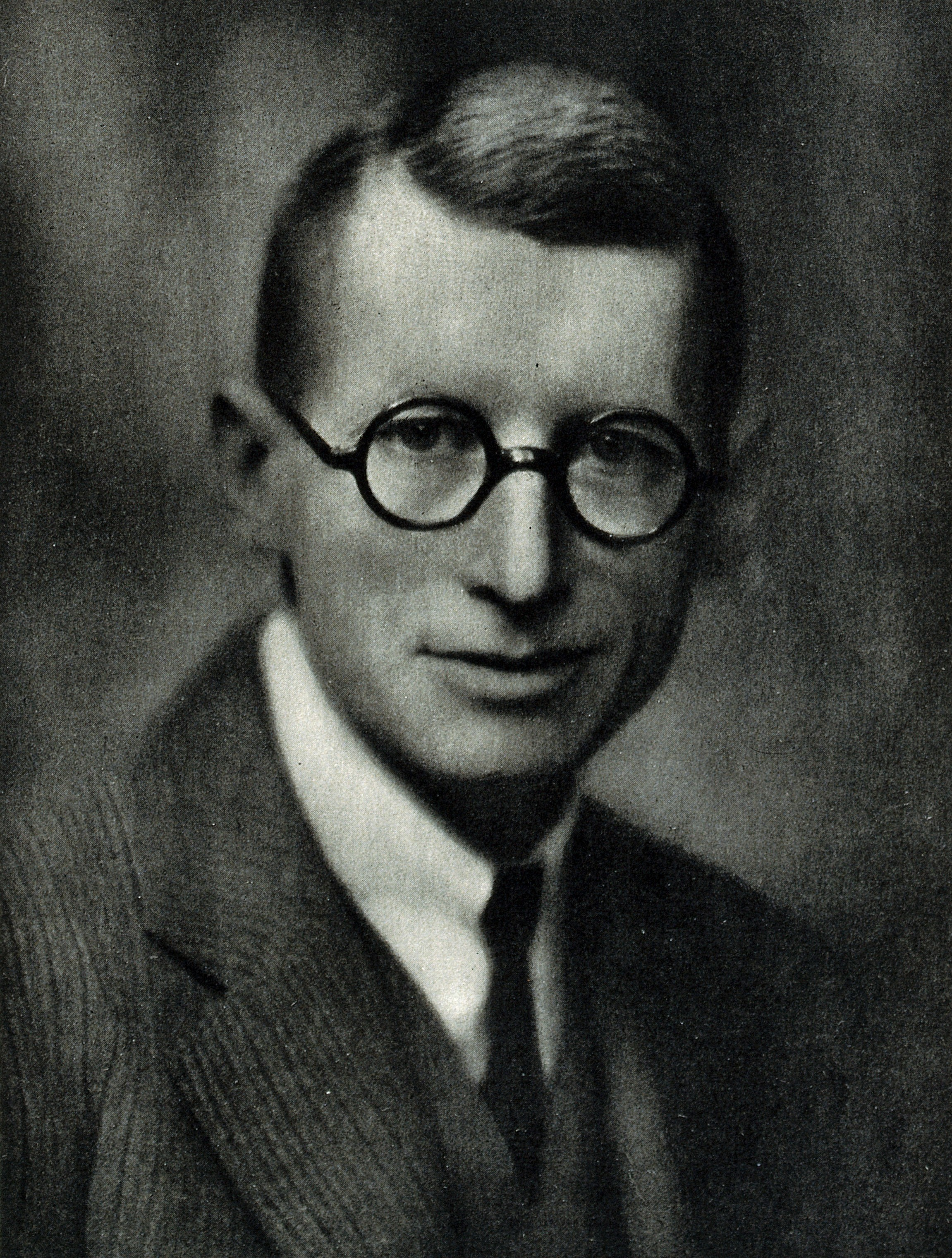
Davidson Black

Davidson Black, FRS (Toronto, 25 juli 1884 - Beijing, 15 maart 1934) was een Canadees anatoom en paleoantropoloog, die vooral bekend is geworden als naamgever van de prehistorische mensensoort Sinanthropus pekinensis (nu Homo erectus pekinensis) waarvan in China fossielen waren gevonden. Hij was voorzitter van de geologische dienst van China en een Fellow of the Royal Society. In China was hij bekend als Bùdáshēng (步達生).
Davidson Black was al op jeugdige leeftijd een fervent fossielenverzamelaar.
In 1906 behaalde hij een graad in de medische wetenschap aan de Universiteit van Toronto. In 1909 werd hij docent anatomie. In 1914 werkte hij enige tijd onder Grafton Elliot Smith, in Manchester, Engeland. Smith bestudeerde destijds de resten van de Piltdown Man, die later zouden worden ontmaskerd als archeologische vervalsing. Hiermee begon Blacks belangstelling voor de evolutie van de mens.
In 1919 reisde hij naar Peking, China, waar hij aan een medische opleidingsschool aanvankelijk hoogleraar werd in de neurologie en embryologie. In 1924 promoveerde hij er tot hoofd van de anatomie-afdeling. De Zweedse archeoloog Johan Gunnar Andersson, die opgravingen had verricht bij de Dragon Bone Hill (Zhoukoudian) gaf hem twee door hem gevonden fossiele mensachtige kiezen om die te onderzoeken. Vervolgens begon Black met een beurs van de Rockefeller Foundation ter plekke ook opgravingen te verrichten. Hij behield er goede betrekkingen met de Chinezen, ook doordat hij niet alleen blanke medewerkers in dienst nam, maar tevens Chinese. In de zomer van 1926 vond Otto Zdansky er eveneens twee mensachtige kiezen. Black meende dat deze toebehoorden aan een tot dusver onbekende soort die hij Sinanthropus pekinensis noemde. Later werden daarvan onder zijn leiding nog meer resten gevonden.
In 1934 moest hij in een ziekenhuis worden opgenomen met hartklachten, maar daarna ging hij onvermoeibaar door met zijn onderzoek. Hij overleed op 49-jarige leeftijd aan een hartaanval in zijn kantoor, in de nabijheid van de fossielen van de Pekingmens.
De fossiele reuzenaap Gigantopithecus blacki werd naar hem genoemd.